# Білальє
Білальє́ (кат. Vilaller) — муніципалітет, розташований в Автономній області Каталонія, в Іспанії. Знаходиться у районі (кумарці) Алта-Рібагорса провінції Лєйда, згідно з новою адміністративною реформою перебуватиме у складі Баґарії (округи) Ал Пірінеу і Аран.

## Населення
Населення міста (у 2007 р.) становить 656 осіб (з них менше 14 років — 9,9%, від 15 до 64 — 72,6%, понад 65 років — 17,5%). У 2006 р. народжуваність склала 3 особи, смертність — 3 особи, зареєстровано 0 шлюбів. У 2001 р. активне населення становило 278 осіб, з них безробітних - 22 особи.

Серед осіб, які проживали на території міста у 2001 р., 379 народилися в Каталонії (з них 234 особи у тому самому районі, або кумарці), 170 осіб приїхало з інших областей Іспанії, а 11 осіб приїхало з-за кордону. 

Університетську освіту має 12,9% усього населення. 

У 2001 р. нараховувалося 224 домогосподарства (з них 30,8% складалися з однієї особи, 25% з двох осіб,19,6% з 3 осіб, 15,2% з 4 осіб, 8,5% з 5 осіб, 0,4% з 6 осіб, 0,4% з 7 осіб, 0% з 8 осіб і 0% з 9 і більше осіб).

Активне населення міста у 2001 р. працювало у таких сферах діяльності: у сільському господарстві — 6,6%, у промисловості — 8,2%, на будівництві — 27% і у сфері обслуговування — 58,2%. 

 У муніципалітеті або у власному районі (кумарці) працює 123 особи, поза районом — 145 осіб.

### Безробіття
У 2007 р. нараховувалося 4 безробітних (у 2006 р. — 9 безробітних), з них чоловіки становили 75%, а жінки — 25%.

## Економіка

### Підприємства міста

#### Промислові підприємства
| \| Промислові підприємства міста, за сферою діяльності \| Промислові підприємства міста, за сферою діяльності \| Промислові підприємства міста, за сферою діяльності \| \| Рік \| 2002 р. \| 2001 р. \| \| --------------------------------------------------- \| --------------------------------------------------- \| --------------------------------------------------- \| \| Енергетичні та водні ресурси \| 50% \| 60% \| \| Хімія та метали \| 0% \| 0% \| \| Переробка металів \| 0% \| 0% \| \| Продукти харчування \| 16,7% \| 20% \| \| Текстиль \| 0% \| 0% \| \| Виробництво меблів, видання \| 33,3% \| 20% \| \| Інше \| 0% \| 0% \| \| Усього підприємств \| 6 \| 5 \| |         |         |
| Промислові підприємства міста, за сферою діяльності |         |         |
| Рік | 2002 р. | 2001 р. |
| Енергетичні та водні ресурси | 50%     | 60%     |
| Хімія та метали | 0%      | 0%      |
| Переробка металів | 0%      | 0%      |
| Продукти харчування | 16,7%   | 20%     |
| Текстиль | 0%      | 0%      |
| Виробництво меблів, видання | 33,3%   | 20%     |
| Інше | 0%      | 0%      |
| Усього підприємств | 6       | 5       |

#### Роздрібна торгівля
| \| Підприємства роздрібної торгівлі міста, за сферою діяльності \| Підприємства роздрібної торгівлі міста, за сферою діяльності \| Підприємства роздрібної торгівлі міста, за сферою діяльності \| \| Рік \| 2002 р. \| 2001 р. \| \| ------------------------------------------------------------ \| ------------------------------------------------------------ \| ------------------------------------------------------------ \| \| Продукти харчування \| 50% \| 53,3% \| \| Одяг та взуття \| 7,1% \| 6,7% \| \| Товари для дому \| 21,4% \| 20% \| \| Книги та періодичні видання \| 7,1% \| 6,7% \| \| Промислова хімічна продукція \| 7,1% \| 6,7% \| \| Продукція, пов'язана з транспортними засобами \| 7,1% \| 6,7% \| \| Інше \| 0% \| 0% \| \| Усього підприємств \| 14 \| 15 \| |         |         |
| Підприємства роздрібної торгівлі міста, за сферою діяльності |         |         |
| Рік | 2002 р. | 2001 р. |
| Продукти харчування | 50%     | 53,3%   |
| Одяг та взуття | 7,1%    | 6,7%    |
| Товари для дому | 21,4%   | 20%     |
| Книги та періодичні видання | 7,1%    | 6,7%    |
| Промислова хімічна продукція | 7,1%    | 6,7%    |
| Продукція, пов'язана з транспортними засобами | 7,1%    | 6,7%    |
| Інше | 0%      | 0%      |
| Усього підприємств | 14      | 15      |

#### Сфера послуг
| \| Підприємства міста, що працюють у сфері послуг, за діяльністю \| Підприємства міста, що працюють у сфері послуг, за діяльністю \| Підприємства міста, що працюють у сфері послуг, за діяльністю \| \| Рік \| 2002 р. \| 2001 р. \| \| ------------------------------------------------------------- \| ------------------------------------------------------------- \| ------------------------------------------------------------- \| \| Гуртова торгівля \| 0% \| 4,3% \| \| Готелі та готельний бізнес \| 58,3% \| 60,9% \| \| Транспорт та зв'язок \| 0% \| 0% \| \| Посередницькі фінансові послуги \| 4,2% \| 4,3% \| \| Послуги підприємствам \| 8,3% \| 4,3% \| \| Послуги фізичним особам \| 20,8% \| 21,7% \| \| Нерухомість та ін. \| 8,3% \| 4,3% \| \| Усього підприємств \| 24 \| 23 \| |         |         |
| Підприємства міста, що працюють у сфері послуг, за діяльністю |         |         |
| Рік | 2002 р. | 2001 р. |
| Гуртова торгівля | 0%      | 4,3%    |
| Готелі та готельний бізнес | 58,3%   | 60,9%   |
| Транспорт та зв'язок | 0%      | 0%      |
| Посередницькі фінансові послуги | 4,2%    | 4,3%    |
| Послуги підприємствам | 8,3%    | 4,3%    |
| Послуги фізичним особам | 20,8%   | 21,7%   |
| Нерухомість та ін. | 8,3%    | 4,3%    |
| Усього підприємств | 24      | 23      |

## Житловий фонд
У 2001 р. 10,3% усіх родин (домогосподарств) мали житло метражем до 59 м², 33,5% — від 60 до 89 м², 32,6% — від 90 до 119 м² і
23,7% — понад 120 м².

З усіх будівель у 2001 р. 14,1% було одноповерховими, 55% — двоповерховими, 24,1% — триповерховими, 5% - чотириповерховими, 1,8% - п'ятиповерховими, 0% - шестиповерховими, 0% — семиповерховими, 0% — з вісьмома та більше поверхами.

## Автопарк
| \| Автомобілі, зареєстровані у місті, за призначенням \| Автомобілі, зареєстровані у місті, за призначенням \| Автомобілі, зареєстровані у місті, за призначенням \| \| Рік \| 2006 р. \| 2005 р. \| \| -------------------------------------------------- \| -------------------------------------------------- \| -------------------------------------------------- \| \| Приватні автомобілі \| 68% \| 68,3% \| \| Мотоцикли \| 7,4% \| 8,9% \| \| Вантажівки \| 22,1% \| 20,7% \| \| Трактори \| 0% \| 0% \| \| Автобуси та ін. \| 2,5% \| 2,1% \| \| Усього автомобілів \| 434 шт. \| 426 шт. \| |         |         |
| Автомобілі, зареєстровані у місті, за призначенням |         |         |
| Рік | 2006 р. | 2005 р. |
| Приватні автомобілі | 68%     | 68,3%   |
| Мотоцикли | 7,4%    | 8,9%    |
| Вантажівки | 22,1%   | 20,7%   |
| Трактори | 0%      | 0%      |
| Автобуси та ін. | 2,5%    | 2,1%    |
| Усього автомобілів | 434 шт. | 426 шт. |

## Вживання каталанської мови
У 2001 р. каталанську мову у місті розуміли 98,4% усього населення (у 1996 р. — 97,9%), вміли говорити нею 86,2% (у 1996 р. — 82,6%), вміли читати 81,5% (у 1996 р. — 58,8%), вміли писати 49,6% (у 1996 р. — 29,7%). Не розуміли каталанської мови 1,6%.

## Політичні уподобання
У виборах до Парламенту Каталонії у 2006 р. взяло участь 256 осіб (у 2003 р. — 309 осіб). Голоси за політичні сили розподілилися таким чином:
| \| Вибори до Парламенту Каталонії \| Вибори до Парламенту Каталонії \| Вибори до Парламенту Каталонії \| \| Рік \| 2006 р. \| 2003 р. \| \| -------------------------------------- \| ------------------------------ \| ------------------------------ \| \| Конвергенція та Єднання (CiU) \| 34% \| 32% \| \| Соціалістична партія Каталонії (PSC) \| 35,2% \| 40,5% \| \| Народна партія (PP) \| 5,1% \| 6,5% \| \| Ініціатива за зелену Каталонію (IC) \| 5,9% \| 4,2% \| \| Республіканська лівиця Каталонії (ERC) \| 13,7% \| 15,2% \| \| Громадянська партія (C's) \| 1,6% \| 0% \| \| Інші \| 4,7% \| 1,6% \| |         |         |
| Вибори до Парламенту Каталонії |         |         |
| Рік | 2006 р. | 2003 р. |
| Конвергенція та Єднання (CiU) | 34%     | 32%     |
| Соціалістична партія Каталонії (PSC) | 35,2%   | 40,5%   |
| Народна партія (PP) | 5,1%    | 6,5%    |
| Ініціатива за зелену Каталонію (IC) | 5,9%    | 4,2%    |
| Республіканська лівиця Каталонії (ERC) | 13,7%   | 15,2%   |
| Громадянська партія (C's) | 1,6%    | 0%      |
| Інші | 4,7%    | 1,6%    |

У муніципальних виборах у 2007 р. взяло участь 414 осіб (у 2003 р. — 363 особи). Голоси за політичні сили розподілилися таким чином:
| \| Муніципальні вибори \| Муніципальні вибори \| Муніципальні вибори \| \| Рік \| 2007 р. \| 2003 р. \| \| -------------------------------------- \| ------------------- \| ------------------- \| \| Конвергенція та Єднання (CiU) \| 12,1% \| 19% \| \| Соціалістична партія Каталонії (PSC) \| 49,8% \| 20,9% \| \| Народна партія (PP) \| 0% \| 0% \| \| Ініціатива за зелену Каталонію (IC) \| 0% \| 0% \| \| Республіканська лівиця Каталонії (ERC) \| 38,2% \| 0% \| \| Громадянська партія (C's) \| 0% \| 0% \| \| Інші \| 0% \| 60,1% \| |         |         |
| Муніципальні вибори |         |         |
| Рік | 2007 р. | 2003 р. |
| Конвергенція та Єднання (CiU) | 12,1%   | 19%     |
| Соціалістична партія Каталонії (PSC) | 49,8%   | 20,9%   |
| Народна партія (PP) | 0%      | 0%      |
| Ініціатива за зелену Каталонію (IC) | 0%      | 0%      |
| Республіканська лівиця Каталонії (ERC) | 38,2%   | 0%      |
| Громадянська партія (C's) | 0%      | 0%      |
| Інші | 0%      | 60,1%   |